# 杨德广
杨德广（1940年2月5日—），男，江苏南京人，中国教育家，曾任上海大学、上海师范大学校长，教授、博士生导师，中国高等教育学会副会长。